# Coprophanaeus strandi
Coprophanaeus strandi là một loài bọ cánh cứng trong họ Bọ hung (Scarabaeidae).